# Levente Lévai
Levente Lévai, född 2005, är en ungersk brottare som tävlar i grekisk-romersk stil.

## Karriär
Vid EM 2025 i Bratislava tog Lévai delat guld i 72 kg-klassen med franske Ibrahim Ghanem.